# Lundby landskommun, Västmanland
Lundby landskommun var en kommun i Västmanlands län.

## Administrativ historik
Kommunen bildades 1863 i Lundby socken i Tuhundra härad i Västmanland. 1918 uppgick landskommunen i Västerås stad.